# Walter Harriman

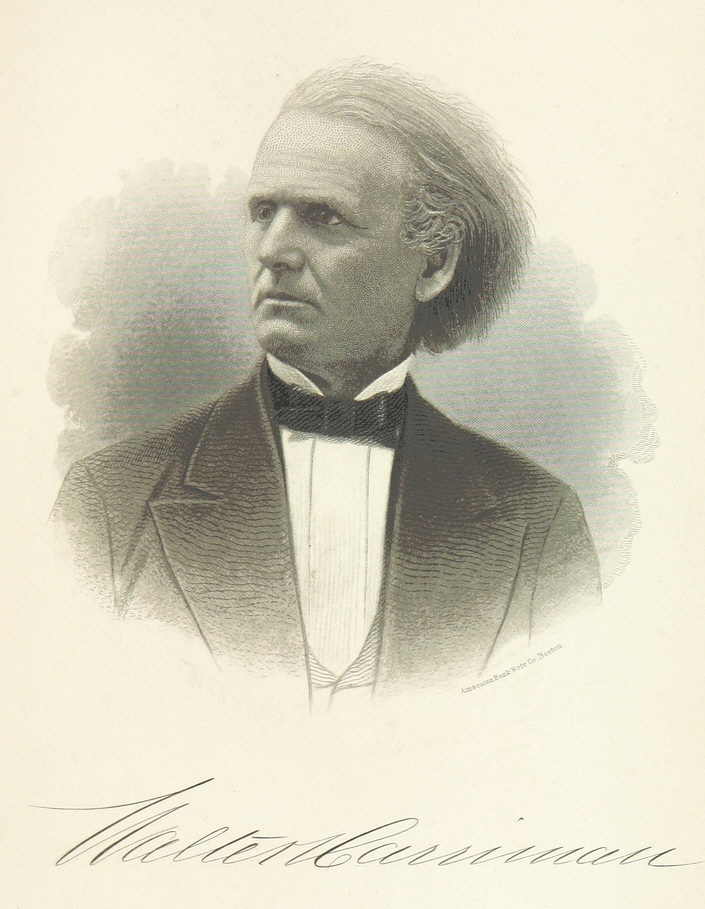
Walter Harriman (1883)

Walter Harriman (* 8. April 1817 in Warner, Merrimack County, New Hampshire; † 25. Juli 1884 ebenda) war ein US-amerikanischer Politiker und von 1867 bis 1869 Gouverneur des Bundesstaates New Hampshire.

## Frühe Jahre
Walter Harriman besuchte die Heniker Academy und die Hopkinton Academy. Danach arbeitete er zwischen 1835 und 1840 in den Bundesstaaten New Hampshire, Massachusetts und New Jersey als Lehrer. Harriman studierte außerdem noch Theologie und wurde dann für einige Jahre Prediger. Schließlich eröffnete er in Warner einen Gemischtwarenladen.

## Politischer Aufstieg
Harrimans politische Laufbahn begann im Jahr 1849 mit seiner Wahl ins Repräsentantenhaus von New Hampshire. Dieses Mandat übte er bis 1850 aus. Zwischen 1858 und 1859 war er nochmals Abgeordneter in diesem Gremium. In diesen Jahren war er Mitglied der Demokratischen Partei. Von 1853 bis 1854 war er Finanzminister von New Hampshire und von 1855 bis 1856 war er bei der Bundesregierung in Washington angestellt. Zwischen 1859 und 1861 war er Mitglied des Senats von New Hampshire.
Seine politische Laufbahn wurde dann durch den Bürgerkrieg unterbrochen. Walter Harriman wurde Oberst eines Regiments und nahm an einigen Schlachten teil. Zwischenzeitlich geriet er in Kriegsgefangenschaft, wurde aber wieder ausgetauscht. Bei Kriegsende war er Brevet-Brigadegeneral. Im Jahr 1863 hatte er für kurze Zeit seinen Militärdienst unterbrochen, um für das Amt des Gouverneurs von New Hampshire zu kandidieren. Nachdem die Kandidatur erfolglos geblieben war, kehrte er wieder zum Militär zurück.

## Gouverneur von New Hampshire
Nach dem Krieg wechselte Harriman zur Republikanischen Partei. Zwischen 1865 und 1867 war er Staatssekretär in der Regierung von Gouverneur Frederick Smyth. Im Jahr 1867 wurde er zum Gouverneur seines Staates gewählt. Harriman trat sein neues Amt am 6. Juni 1867 an. Nach einer Wiederwahl im Jahr 1868 konnte er bis zum 2. Juni 1869 in diesem Amt bleiben. In diesen zwei Jahren förderte der Gouverneur den Ausbau des Bildungssystems in seinem Staat. Dabei wurden unter anderem eigene Schulen zur Lehrerausbildung errichtet. Außerdem unterstützte er die Land- und Forstwirtschaft sowie die Industrie seines Staates.

## Weiterer Lebenslauf
Nach dem Ende seiner Amtszeit wurde Harriman bei der Hafenverwaltung in Boston angestellt. Diese Stellung bekleidete er zwischen 1869 und 1877. Außerdem veröffentlichte er einige Geschichtsbücher, die sich meistens mit seiner Heimat New Hampshire befassten. Da er nach seiner aktiven Zeit auch öfter auf Reisen ging, veröffentlichte er auch einige Reisebeschreibungen über Europa und den Fernen Osten. Walter Harriman starb im Jahr 1884. Er war dreimal verheiratet und hatte insgesamt drei Kinder.